# グレゴリー郡 (サウスダコタ州)
グレゴリー郡（英: Gregory County）は、アメリカ合衆国サウスダコタ州の南部に位置する郡である。2010年国勢調査での人口は4,271人であり、2000年の4,792人から10.9％減少した。郡庁所在地はバーク市（人口604人）であり、同郡で人口最大の町はグレゴリー市（人口1,295人である。

## 地理
アメリカ合衆国国勢調査局に拠れば、郡域全面積は1,053平方マイル (2,727.3 km2)であり、このうち陸地は1,016平方マイル (2,631.4 km2)、水域は38平方マイル (98.4 km2)で水域率は3.56％である。

### 主要高規格道路
| - アメリカ国道18号線 - アメリカ国道281号線 - サウスダコタ州道43号線 - サウスダコタ州道44号線 | - サウスダコタ州道47号線 - サウスダコタ州道251号線 - サウスダコタ州道1806号線 |

### 隣接する郡
- ライマン郡 - 北
- チャールズミックス郡 - 東
- ボイド郡 (ネブラスカ州) - 南
- ケヤパハ郡 (ネブラスカ州) - 南西
- トリップ郡 - 西

### 国立保護地域
- カール・E・ムント国立野生生物保護区（部分）

## 人口動態
以下は2000年の国勢調査による人口統計データである。
| 基礎データ - 人口: 4,792人 - 世帯数: 2,022 世帯 - 家族数: 1,290 家族 - 人口密度: 2人/km2（5人/mi2） - 住居数: 2,405軒 - 住居密度: 1軒/km2（2軒/mi2） 人種別人口構成 - 白人: 93.18% - アフリカン・アメリカン: 0.04% - ネイティブ・アメリカン: 5.59% - アジア人: 0.23% - その他の人種: 0.10% - 混血: 0.86% - ヒスパニック・ラテン系: 0.86% 先祖による構成 - ドイツ系：50.0％ - チェコ系：7.9％ - アイルランド系：6.3％ - イギリス系：5.5％ 年齢別人口構成 - 18歳未満: 24.3% - 18-24歳: 5.1% - 25-44歳: 22.0% - 45-64歳: 23.8% - 65歳以上: 24.8% - 年齢の中央値: 44歳 - 性比（女性100人あたり男性の人口） - 総人口: 94.5 - 18歳以上: 91.9 | 世帯と家族（対世帯数） - 18歳未満の子供がいる: 26.4% - 結婚・同居している夫婦:55.2% - 未婚・離婚・死別女性が世帯主: 5.7% - 非家族世帯: 36.2% - 単身世帯: 33.9% - 65歳以上の老人1人暮らし: 20.3% - 平均構成人数 - 世帯: 2.32人 - 家族: 2.98人 収入と家計 - 収入の中央値 - 世帯: 22,732米ドル - 家族: 30,833米ドル - 性別 - 男性: 21,063米ドル - 女性: 16,920米ドル - 人口1人あたり収入: 13,656米ドル - 貧困線以下 - 対人口: 20.1% - 対家族数: 15.1% - 18歳未満: 24.5% - 65歳以上: 20.6% |

## 都市と町
- ボーンスティール
- バーク - 郡庁所在地
- ダラス
- フェアファックス
- グレゴリー
- ヘリック
- セントチャールズ

### 郡区
グレゴリー郡は下記12の郡区に分けられている。
| - バーク - カーロック - ディケンズ - ディクソン - イーデンス - エルストン | - フェアファックス - ジョーンズ - ランディングクリーク - プレザントバレー - スターバレー - ウェットストーン |

また以下の4つの未編入領域もある。
- イーストグレゴリー
- ノースグレゴリー
- サウスイーストグレゴリー
- スプリングバレー